# Podionops
Podionops är ett släkte av skalbaggar. Podionops ingår i familjen vivlar.
Kladogram enligt Catalogue of Life:
| Podionops | \| \| Podionops wahlbergi \| \| \| \| |
|           | \| \| Podionops wahlbergi \| \| \| \| |
|           | Podionops wahlbergi                   |
|           |                                       |